# Gabriela Orvošová
Gabriela Orvošová (* 28. ledna 2001) je česká volejbalistka. Hraje na pozici diagonální. Od sezóny 2022/2023 působí v polském klubu Developres Bella Dolina Řešov.

## Týmové úspěchy
České mistrovství kadetů:
- 2017

MEVZA - Středoevropská liga:
- 2019
- 2018

České mistrovství:
- 2019
- 2018

Český pohár:
- 2019[1], 2020

## Úspěchy v české reprezentaci
Evropská liga:
- 2019[2]
- 2022
- 2018